# Hans Wolker
Hans Wolker (* 16. November 1914 in Wien; † 8. Dezember 2000 ebenda; vollständiger Name: Johann Franz Josef Wolker) war ein österreichischer politischer Journalist, Widerstandskämpfer und Publizist.

## Leben
Hans Wolker trat bereits früh in die Sozialistische Arbeiter-Jugend Österreichs ein. Nach dem 12. Februar 1934 war er Mitglied im KJV, später arbeitete er gemeinsam mit Ernst Fischer in der Roten Front, dann wurde er Mitglied der KPÖ. Während des Krieges schloss er sich einer Widerstandsgruppe an, die innerhalb der deutschen Wehrmacht operierte. Nach dem Ende des Faschismus wurde Wolker Journalist, arbeitete in der Volksstimme und spezialisierte sich als Autor auf militärische und geheimdienstliche Themen. Von 1970 bis 1980 war er Mitglied des Zentralkomitees (ZK) der KPÖ. Hans Wolker wirkte gemeinsam mit Ernst Wimmer und Bruno Furch als Redakteur unter anderem auch am Parteiorgan Neue Politik mit. Sein bekanntestes Buch behandelt die Stay-behind-Organisationen und ist 1993 unter dem Titel Schatten über Österreich erschienen. 
Wolker wurde im Familiengrab am Friedhof der Feuerhalle Simmering bestattet (Gruppe E14, Nummer 4).

## Schriften
- Schatten über Österreich – Das Bundesheer und seine geheimen Dienste. Promedia, Wien 1993, ISBN 3-900478-66-X.
- Die “Psychohaft”-Hetze. Österreichische Psychiater als Augenzeugen in der Sowjetunion. 1977.

| Personendaten    | Personendaten                                     |
| ---------------- | ------------------------------------------------- |
| NAME             | Wolker, Hans                                      |
| ALTERNATIVNAMEN  | Wolker, Johann Franz Josef (vollständiger Name)   |
| KURZBESCHREIBUNG | österreichischer Journalist und aktiver Kommunist |
| GEBURTSDATUM     | 16. November 1914                                 |
| GEBURTSORT       | Wien                                              |
| STERBEDATUM      | 8. Dezember 2000                                  |
| STERBEORT        | Wien                                              |